# بخش دوس د آبریل
بخش دوس د آبریل (به اسپانیایی: Departamento Dos de Abril) یک منطقهٔ مسکونی در آرژانتین است که در استان چاکو واقع شده‌است. بخش دوس د آبریل ۱٬۵۹۴ کیلومتر مربع مساحت و ۷٬۴۳۵ نفر جمعیت دارد.